# Pierre Montgaillard
Pour les articles homonymes, voir Montgaillard.
Pas d'image ? Cliquez ici

a Compétitions nationales et continentales officielles uniquement.

b Matchs officiels uniquement.
Pierre Montgaillard, né le 14 décembre 1963, est un joueur international français de rugby à XIII dans les années 1980 et 1990.
Il est au cours des années 1980 et 1990 l'une des pièces maîtresses du succès du XIII Catalan remportant le Championnat de France en 1982, 1984, 1985 et 1987, ainsi que la Coupe de France en 1985.
Fort de ses performances en club il est sélectionné à de nombreuses reprises en équipe de France entre 1985 et 1991 disputant la Coupe du monde 1985-1988 et 1989-1992.
Son fils, Victor Montgaillard, est un joueur professionnel de rugby à XV.

## Palmarès
- Collectif : 
  - Vainqueur du Championnat de France : 1982, 1984, 1985 et 1987 (XIII Catalan).
  - Vainqueur de la Coupe de France : 1985 (XIII Catalan).
  - Finaliste du Championnat de France : 1986, 1988 et 1993 (XIII Catalan).
  - Finaliste de la Coupe de France : 1987 et 1993 (XIII Catalan).

### Détails en sélection
| 1. | 17 mars 1985     | Grande-Bretagne           | 24-16 | Test-match     | Deuxième ligne | - | - | - | - |
| 2. | 24 novembre 1985 | Nouvelle-Zélande          | 0-22  | Test-match     | Deuxième ligne | - | - | - | - |
| 3. | 7 décembre 1985  | Nouvelle-Zélande          | 0-22  | Coupe du monde | Deuxième ligne | - | - | - | - |
| 4. | 15 novembre 1987 | Papouasie-Nouvelle-Guinée | 21-4  | Coupe du monde | Deuxième ligne | - | - | - | - |
| 5. | 24 janvier 1988  | Grande-Bretagne           | 14-28 | Test-match     | Deuxième ligne | - | - | - | - |
| 6. | 6 février 1988   | Grande-Bretagne           | 12-30 | Test-match     | Deuxième ligne | - | - | - | - |
| 7. | 16 février 1991  | Grande-Bretagne           | 4-60  | Test-match     | Pilier         | - | - | - | - |
| 8. | 24 novembre 1991 | Papouasie-Nouvelle-Guinée | 28-14 | Coupe du monde | Deuxième ligne | - | - | - | - |